# Руда (гміна Серокомля)
Руда (пол. Ruda) — село в Польщі, у гміні Серокомля Луківського повіту Люблінського воєводства.
Населення — 268 осіб (2011).
У 1975-1998 роках село належало до Седлецького воєводства.

## Демографія
Демографічна структура станом на 31 березня 2011 року:
|          | Загалом | Допрацездатний вік | Працездатний вік | Постпрацездатний вік |
| -------- | ------- | ------------------ | ---------------- | -------------------- |
| Чоловіки | 140     | 32                 | 90               | 18                   |
| Жінки    | 128     | 23                 | 68               | 37                   |
| Разом    | 268     | 55                 | 158              | 55                   |